# Račinský hřbet
Račinský hřbet je horský hřbet v jižní části Velkého Kavkazu v Gruzii. Je tvořen převážně vápenci, porfyrity a tufogenními břidlicemi. Bohatě jsou zde rozvinuté krasové útvary (Šaorská kotlina – krasové pole přeměněné na vodní nádrž). Na svazích jsou listnaté lesy (hlavně bukové) i jehličnaté lesy, subalpské a alpské louky. U jihozápadních výběžků se nachází Tkibulské uhelné naleziště.

## Geografie
Račinský hřbet dosahuje nadmořské výšky 2862 m. Na sever od hřbetu leží historická oblast Rača. Východní část je v Jižní Osetii. Na jihozápadě začíná Kolchidská nížina.
Račinský hřbet odvodňují řeky: Kišelta, Cata a Velká Liachvi na východ a Džočiara, Džedžora a Rioni na západ.